# Каленики (Золотоніський район)
Кале́ники —  село в Україні, у Золотоніському районі Черкаської області. Входить до складу Гельмязівської сільської громади. Населення — 531 чоловік.
Село розташоване на правому березі річки Супій і тягнеться вздовж неї на 7 км. Відстань до районного центра, міста Золотоноша, 32 км; до найближчої залізничної станції Гладківщина — 70 км.

## Історія
Уперше село згадується у 1622 році в люстрації Переяславського староства Київського воєводства. Перші мешканці поселились у місці злиття річок, як їх називають старі документи, «потоку» Булатець з річкою Супій, що впадає в Дніпро. Одна з версій виникнення назви села походить від першопоселенця Каленика, сотенного однієї із міських сотень Переяславського полку. За народним повір'ям назва села пішла від того, що в минулому тут росло багато кущів калини: назва «Калинники» пізніше перейшла в «Каленики». У селі переважно жили вільні козаки, які брали участь у Визвольній війні українського народу 1648—1657 років. Село належало до Гельмязівської сотні Переяславського полку.
У 1759 році в селі проживало 686 осіб, переважно козаків. У 1874 році в Калениках було відкрито земське народне однокласне училище, а в 1900 році при ньому набрано три класи учнів. У селі була церква, шинок і понад 20 вітряків. Із записів у церковній книзі Полтавської єпархії відомо, що в 1900 році у селі було збудовано нове приміщення церкви Покрови Богоматері. Ще раніше на цьому місці стояла однойменна церква, освячена на свято Покрови в кінці 1754 року, яка була побудована на місці ще попередньої церкви (вона згоріла в кінці 80-х років XIX століття).
Після ліквідації гетьманства село залишалося фактично козацьким, але козаки перейшли на положення державного селянина. До військової реформи 1874 року селянин зобов'язувався пройти військову службу — 25 років, 20 років, 15 років. Найбільші зміни в соціально-політичному положенні в селі виникли після царського маніфесту 19 лютого 1861 року. Протягом 1860-х років було проведено земельну реформу на володіння земельними ділянками (наділами), у результаті якої державні селяни користувалися землею до колективізації.
На початку 1919 року в селі створюється комітет незаможних селян, який очолив Єпіфан Юхимович Гайко. Пізніше було створено дві комуни — «Іскра» та ім. Карла Маркса, які були ліквідовані в 1929 році, а навесні 1930 року створено колгосп «Ленінський шлях». Проведена колективізація викликала невдоволення населення, було створено штучний голод. Точна кількість померлих невідома — близько 300 осіб. У 1993 році встановлено пам'ятник жителям, які померли в роки Голодомору.
У 1922 році в селі було створено Товариство спільної обробки землі (ТСОЗ). Восени 1929 на селі починається активна робота зі створення колективного господарства. У Калениках створено колгосп «Ленінський шлях», а на хуторах Ковтунівка, Маленівщіна і Гаптарівщіна - «Жовтень». 5 січня 1930 політичне керівництво країни приймає рішення про проведення суцільної колективізації. На засідання місцевого партійного осередку КПУ (б) розглядалося питання про проведення в селі «розкуркулення», тобто складали список осіб, чиї сімейні господарства підлягають знищенню. У список на розкуркулення включили:
- Бутенко Карпо Іванович
- Вака Григорій Митрофанович
- Походенко Йосип Васильович
- Борисенко Тимофій Іванович
- Рубан Омелян Семенович
- Гайко Петро Мойсейович
- Руденко Мирон Павлович
- Нестренко Костянтин Миколайович
- Гармаш Омелян Григорович
- Кірдода Іван Степанович
- Нестеренко Степан Миколайович
- Шквара Павло Семенович
- Очерет Андрій Андрійович
- Очерет Петро Андрійович
- Шульга Григорій
- Сагайдак Григорій
- Левченко Михайло
- Нестеренко Денис Миколайович
- Нестеренко Андрій Миколайович
- Нестеренко Філіп Павлов
- Нестеренко Пантелеймон Петрович
- Гавриленко Нестер Борисович
- Шквара Іван Пилипович
- Шульга Іван Сидорович
- Руденко Степан Филипович
- Гармаш Євдоким Григор'єв
- Гармаш Трифон Григорович
- Дубина Павло Іванович
- Павленко Данило
- Шемет Олександр Фотійович
- Коваленко Антон
- Григорович Іван Іванович
- Вакка Огій Іванович та інших.

Організувати одночасне виселення у віддалені райони СРСР великої кількості селян було в той момент складно. Вихід був знайдений у переселенні в необжиті місця за селом. Практично всі заможні сім'ї в с. Каленики були виселені в яри в 7-ми кілометрах від села, де вони прожили в землянках кілька років. Більшість з них там і померло, деякі змогли переїхати в інші місця. Вони стали ізгоями, перебували в суворій ізоляції і вже не могли представляти реальної соціальної сили, що впливає на позицію села в цілому, чого і домагалася влада.
120 жителів села брали участь у радянсько-німецькій війні, 90 з них нагороджено бойовими орденами й медалями, 84 загинули. На їх честь в селі встановлено обеліск Слави.
Станом на початок 1970-х років в селі працював колгосп «Ленінський шлях», за яким було закріплено 2,7 тисяч га сільськогосподарських угідь, у тому числі 2,3 тисячі га орної землі. Господарство вирощувало зернові культури, було розвинуте птахівництво і тваринництво. На той час працювали восьмирічна школа, клуб на 160 місць, бібліотека, фельдшерсько-акушерський пункт, пологовий будинок, дитячі ясла, стаціонарна кіноустановка, дві крамниці.

## Сучасність
На території сільської ради діє ПСП «Плешкані», працюють школа, клуб, бібліотека з фондом близько 8 тисяч примірників книг, фельдшерський пункт.

## Відомі люди
Відомі земляки:
- Іван Іванович Скиба — доктор сільськогосподарських наук;
- Трохим Якович Прошак — військовий журналіст, письменник;
- Замідра Іван Орестович — відмінник народної освіти;
- Сакун Микола Петрович — заслужений вчитель;
- Замідра Олександр Іванович — кандидат технічних наук;
- Замідра Сергій Володимирович — Перший заступник голови Всеукраїнської асоціації громад, Заступник представника України в CORLEAP, Немішаївський селищний голова (2015-2020), Координатор національного чат-боту по евакуації Evacuation2022, Генеральний секретар Ліги змішаних єдиноборств "М-1 Україна", віце-президент Української федерації ушу.

У селі Каленики проживає багато старовинних козацьких родин. До 1920 року в переписах населення завжди відмічалися козацькі родини, які були засновниками села. Це родини Бутенків, Ваків, Гавриленків, Худобів, Нестеренків, Сагайдаків, Сакунів, Тарасенків, Очеретів, Руденків, Томара та багато інших.

### Зовнішні посилання
- Інформація про село на who-is-who.com.ua [Архівовано 11 липня 2020 у Wayback Machine.]